# شهرستان رن
شهرستان رن (به لاتین: Ren County) یک شهرستان‌های جمهوری خلق چین در چین است که در شینگتای واقع شده‌است.